# Ipomoea fimbriosepala
Ipomoea fimbriosepala är en vindeväxtart som beskrevs av Jacques Denys Denis Choisy. Ipomoea fimbriosepala ingår i släktet praktvindor, och familjen vindeväxter. Inga underarter finns listade i Catalogue of Life.